# Wilson Folleco
Wilson Folleco (n. Cotacachi, Ecuador; 9 de abril de 1989) es un futbolista ecuatoriano. Juega de defensa y su equipo actual es Imbabura Sporting Club de la Serie A de Ecuador.

## Trayectoria
Folleco, lateral derecho, salió de las formativas del Imbabura Sporting Club, equipo con el que tuvo su debut profesional en 2005. Disputó el torneo provincial de Segunda Categoría aquel año. El imbabureño fue parte del equipo campeón panamericano en Río de Janeiro en 2007.
En 2009 llegó Barcelona Sporting Club, cuando dirigía el técnico español Benito Floro. Folleco participó con la tricolor sub-20 en el Sudamericano de Venezuela 2009, llegó al club en condición de préstamo por un año y con una opción de compra.
El flamante jugador torero, en 2008 reforzó en la liguilla a Deportivo Cuenca, aseguró que las negociaciones entre su empresario Diego Herrera y los canarios se iniciaron al culminar la participación de Ecuador en el Sudamericano Sub-20.
Después de permanecer durante una temporada en el Barcelona Sporting Club, es transferido al Macará de Ambato. Al año siguiente jugaría en el Imbabura que retornaba a la Serie A de Ecuador. Para la temporada 2012, fue transferido a Sociedad Deportivo Quito.

## Selección nacional

### Categorías inferiores

#### Participaciones en Sudamericanos
| Campeonato                            | Sede   | Resultado    | Partidos | Goles |
| ------------------------------------- | ------ | ------------ | -------- | ----- |
| Juegos Panamericanos Guadalajara 2011 | México | Primera fase | 2        | 0     |

## Clubes
| Club                  | País    | Año       |
| --------------------- | ------- | --------- |
| Imbabura S. C.        | Ecuador | 2005-2007 |
| Deportivo Cuenca      | Ecuador | 2008      |
| Barcelona S. C.       | Ecuador | 2009      |
| Macará                | Ecuador | 2010      |
| Imbabura S. C.        | Ecuador | 2011      |
| Deportivo Quito       | Ecuador | 2012      |
| El Nacional           | Ecuador | 2013      |
| Técnico Universitario | Ecuador | 2013      |
| Manta F. C.           | Ecuador | 2014      |
| Imbabura S. C.        | Ecuador | 2015      |
| Liga de Portoviejo    | Ecuador | 2016-2017 |
| Imbabura S. C.        | Ecuador | 2018      |
| Liga de Portoviejo    | Ecuador | 2018      |
| Gualaceo S. C.        | Ecuador | 2019-2020 |
| Santa Fe S. C.        | Ecuador | 2021-2022 |
| Leones del Norte      | Ecuador | 2022      |
| Imbabura S. C.        | Ecuador | 2023-act. |

- Datos: Q8023064